# Somatosensibel evozierte Potentiale
Die Somatosensibel evozierten Potentiale (SEP oder SSEP) sind Aufzeichnungen der elektrischen Antwort schnell leitender sensibler Nervenfasern im Verlauf der Schleifenbahn. Dabei wird nach wiederholter elektrischer Reizung eines peripheren Nerven an verschiedenen Stellen im Verlauf abgeleitet, zumeist in Höhe des Eintritts in das Rückenmark und über dem betreffenden Hirnareal.

## Historie
Die SEP wurden erstmals von George Duncan Dawson 1947 beschrieben, damals unter schwierigen technischen Bedingungen, da als Verstärker Elektronenröhren und zur Aufzeichnung Oszillographen mit Dokumentation per Fotografie zur Verfügung standen. Die Nutzung von Computertechnik zu Averaging und Aufzeichnung hat zu deutlichen Erleichterungen geführt.

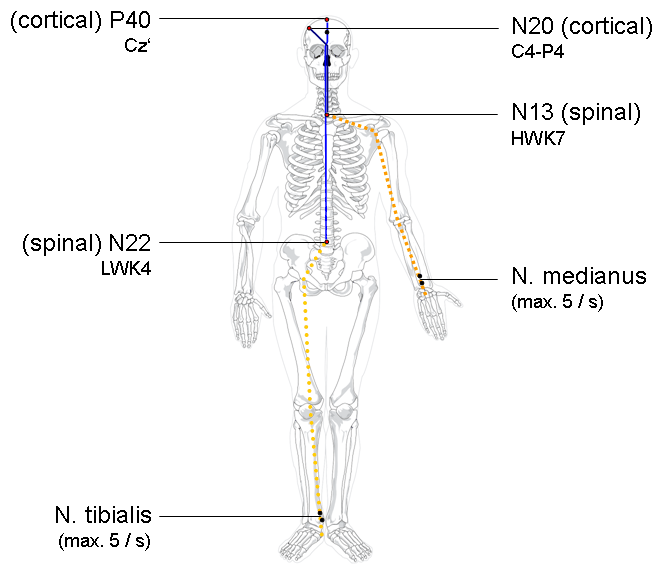
Elektrodenpositionen für SEP-Ableitungen, links vom Nervus tibialis am Bein, rechts vom Nervus medianus am Arm

## Prinzip

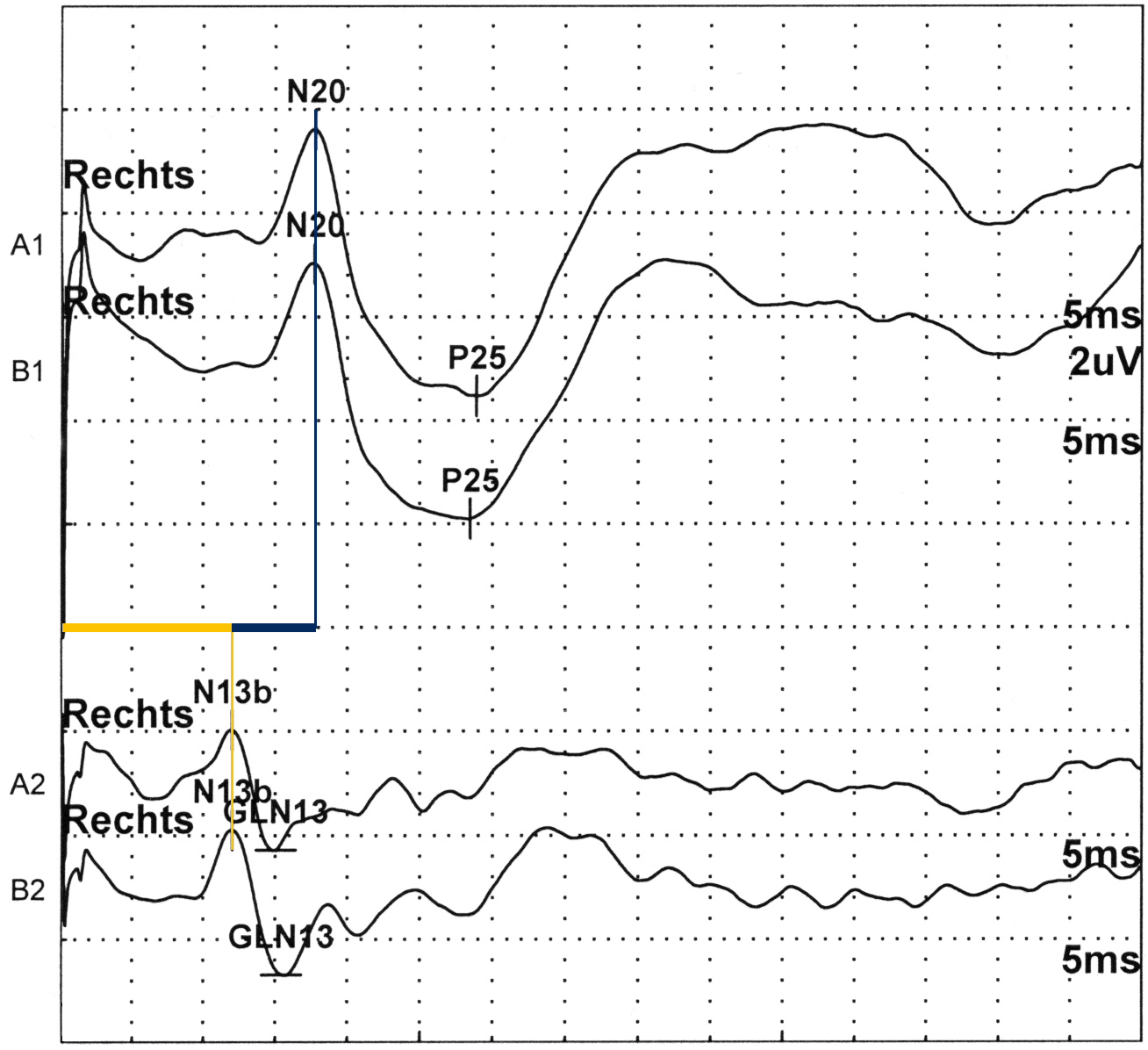
SEP des Nervus medianus: oben Ableitung über dem Gehirn (N20), unten über der Wirbelsäule (N13)

Ein möglichst oberflächennah liegender sensibler Nerv wird wiederholt elektrisch gereizt. Dadurch breitet sich ein Aktionspotential über den Nerven aus, welches mit Hilfe von Oberflächenelektroden (seltener auch Nadelelektroden) im Verlauf abgeleitet werden kann. Da die elektrischen Spannungen sehr klein sind, müssen die Potentiale mittels Averaging von Störsignalen befreit werden.
Die Ableitung kann sowohl im Verlauf des Nerven (beim N. medianus z. B. über dem Erbschen Punkt) erfolgen, zumeist jedoch in Höhe des Eintritts in das Rückenmark („spinales Potential“ – beim N. medianus z. B. über dem Dornfortsatz des 7. Halswirbels) sowie über dem entsprechenden Gebiet der sensiblen Hirnrinde („kortikales Potential“). Die Differenz zwischen spinalem und kortikalem Potential wird als „zentrale Leitzeit“ bezeichnet. Aufgrund der Anatomie der Schleifenbahn fallen alle drei Umschaltungen (Nc. cuneatus/gracilis, Thalamus, Gyrus postcentralis) zwischen den einzelnen Neuronen in die zentrale Leitzeit.

## Normwerte
In einschlägigen Büchern finden sich Normwerte für die einzelnen Komponenten der SSEP. Diese sollten als Anhaltspunkte dienen. Letztlich sollte jedes Labor eigene Normwerte entwickeln, da vor allem die Amplituden, geringer aber auch die Latenzen der Potentiale von der verwendeten Technik sowie der Platzierung der Elektroden (nicht zuletzt der Referenzelektrode) abhängen.

## Einflussfaktoren
Entscheidenden Einfluss auf das Ergebnis hat die Körperlänge des Probanden. Daher müssen alle Normwerte an die Körperlänge adaptiert werden. Die Körpertemperatur hat ebenfalls einen Einfluss, besonders kalte Extremitäten auf die spinale Latenz. Geringere Einflüsse haben auch Alter und Körperhaltung, zum Geschlecht liegen widersprüchliche Angaben vor.

## Anwendung
Die SSEP ermöglichen eine Beurteilung der Funktion sensibler Nervenbahnen zunächst im körpernahen Verlauf, wo sie aufgrund der Überlagerung durch Muskeln, Knochen usw. kaum durch Neurographie untersuchbar sind. Überwiegend werden sie jedoch zur Prüfung der zentralen sensiblen Bahn eingesetzt. Bei Schädigung der Myelinscheiden („Demyelinisierung“, z. B. Multiple Sklerose) verlängert sich die Latenz, bei Minderung der Anzahl der Nervenfasern („Axonaler Schaden“) sinkt die Amplitude der Potentiale.
Ferner können die SSEP zur Abschätzung der Prognose bei schweren Hirnschäden (z. B. durch Trauma oder Sauerstoffmangel) genutzt werden. Dabei ist die Prognose sehr schlecht, wenn sich nacheinander von beiden Seiten eine Antwort über dem Rückenmark, nicht aber über der Hirnrinde ableiten lässt. Dieser Befund spricht für eine beidseitige Hirnstammschädigung, die kaum eine akzeptable Erholung zulässt. (vgl. Firsching et al., Dtsch Arztebl 2003; 100(27): A-1868)